# Spirorbis epichysis
Spirorbis epichysis är en ringmaskart som beskrevs av Bailey 1969. Spirorbis epichysis ingår i släktet Spirorbis och familjen Serpulidae. Inga underarter finns listade i Catalogue of Life.